# Chrysopidia shennongana
Chrysopidia shennongana är en insektsart som beskrevs av C.-k. Yang och X.-x. Wang 1990. Chrysopidia shennongana ingår i släktet Chrysopidia och familjen guldögonsländor. Inga underarter finns listade i Catalogue of Life.